# Corvus culminatus
Il corvo della giungla indiano o cornacchia della giungla indiana (Corvus culminatus Sykes, 1832) è un uccello passeriforme della famiglia Corvidae.

## Etimologia
Il nome scientifico della specie, culminatus, deriva dal latino e sognifica "apicale", in riferimento alla livrea di questi uccelli.

## Descrizione

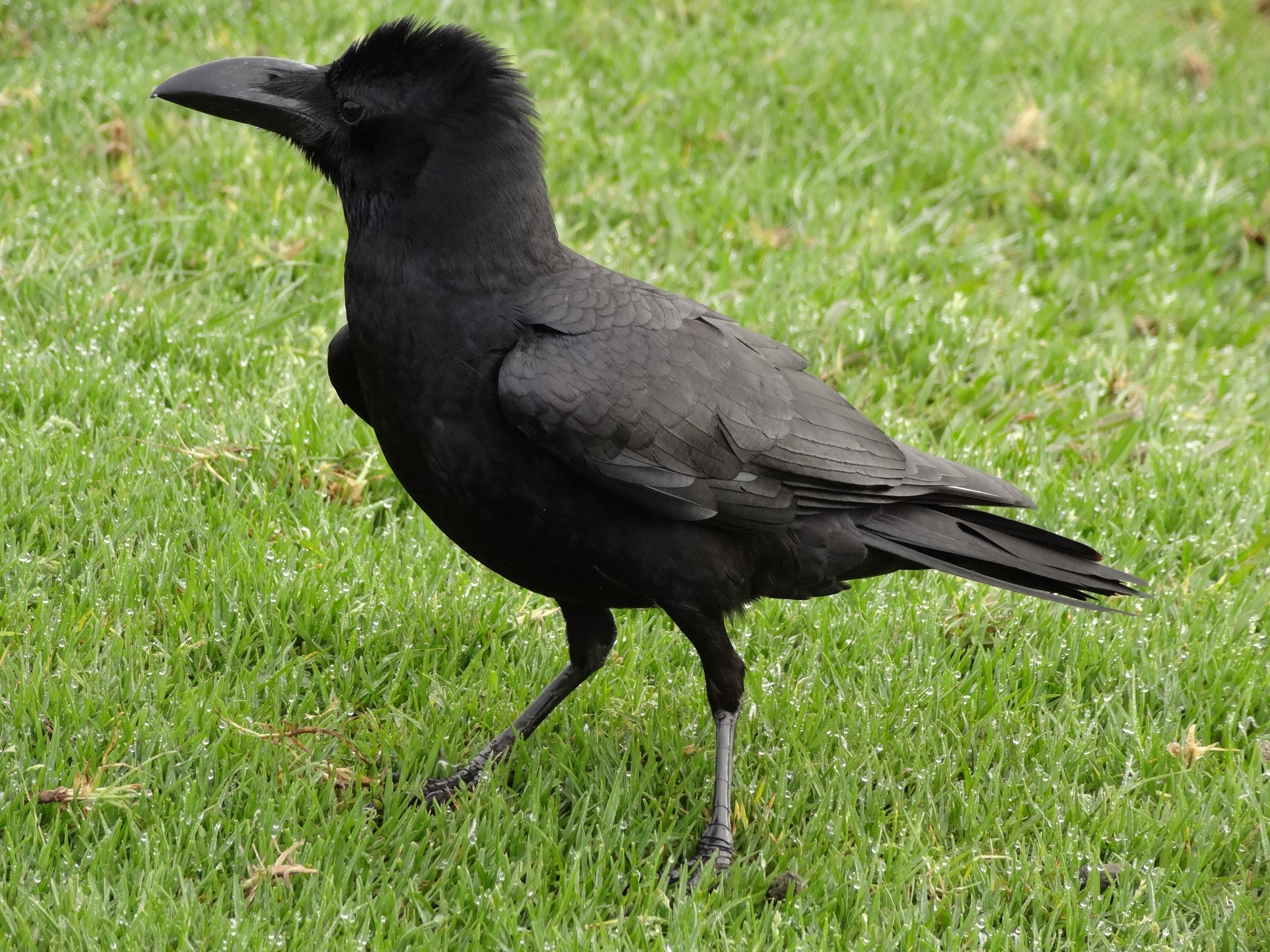
Esemplare in Sri Lanka.

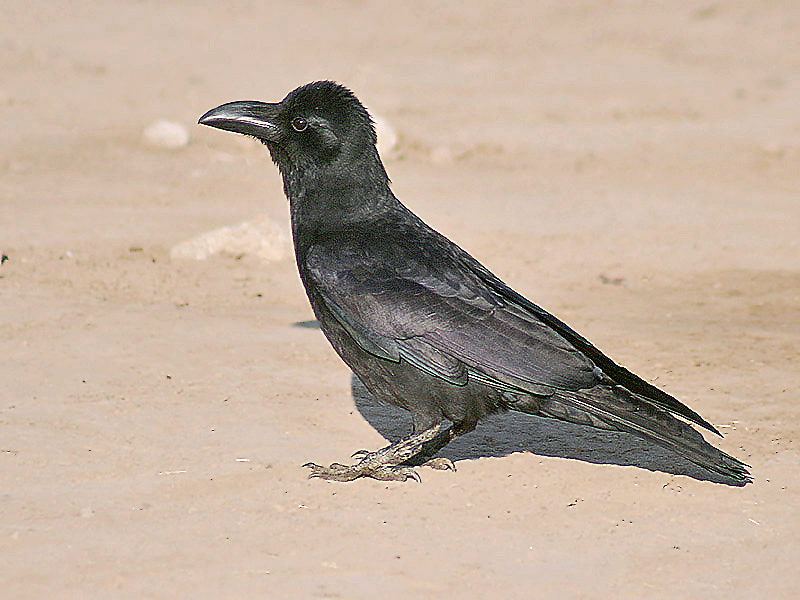
Esemplare a Bharatpur.

### Dimensioni
Misura 46-55 cm di lunghezza, per 450-1000 g di peso.

### Aspetto
Si tratta di uccelli dall'aspetto robusto e slanciato, muniti di piccola testa arrotondata con becco lungo e robusto, conico e dalla mandibola superiore lievemente arcuata verso il basso nella sua parte distale: il collo è robusto, le ali lunghe e digitate, le zampe forti e lunghe e la coda è lunga e dall'estremità squadrata.

Nel complesso, la cornacchia della giungla orientale ricorda molto l'affine (e secondo alcuni conspecifico) corvo beccogrosso, dal quale si distingue per le minori dimensioni, la testa più grande con fronte meno sfuggente e la livrea ancora più scura.
Il piumaggio si presenta interamente di colore nero, lucido e vellutato: su tutto il corppo, ma in particolar modo su testa, ali e coda, sono presenti sfumature metalliche di colore purpureo, ben evidenti quando l'animale è nella luce diretta.

I due sessi si presentano del tutto identici nella colorazione.
Il becco e le zampe sono di colore nero: gli occhi si presentano invece di colore bruno scuro.

## Biologia

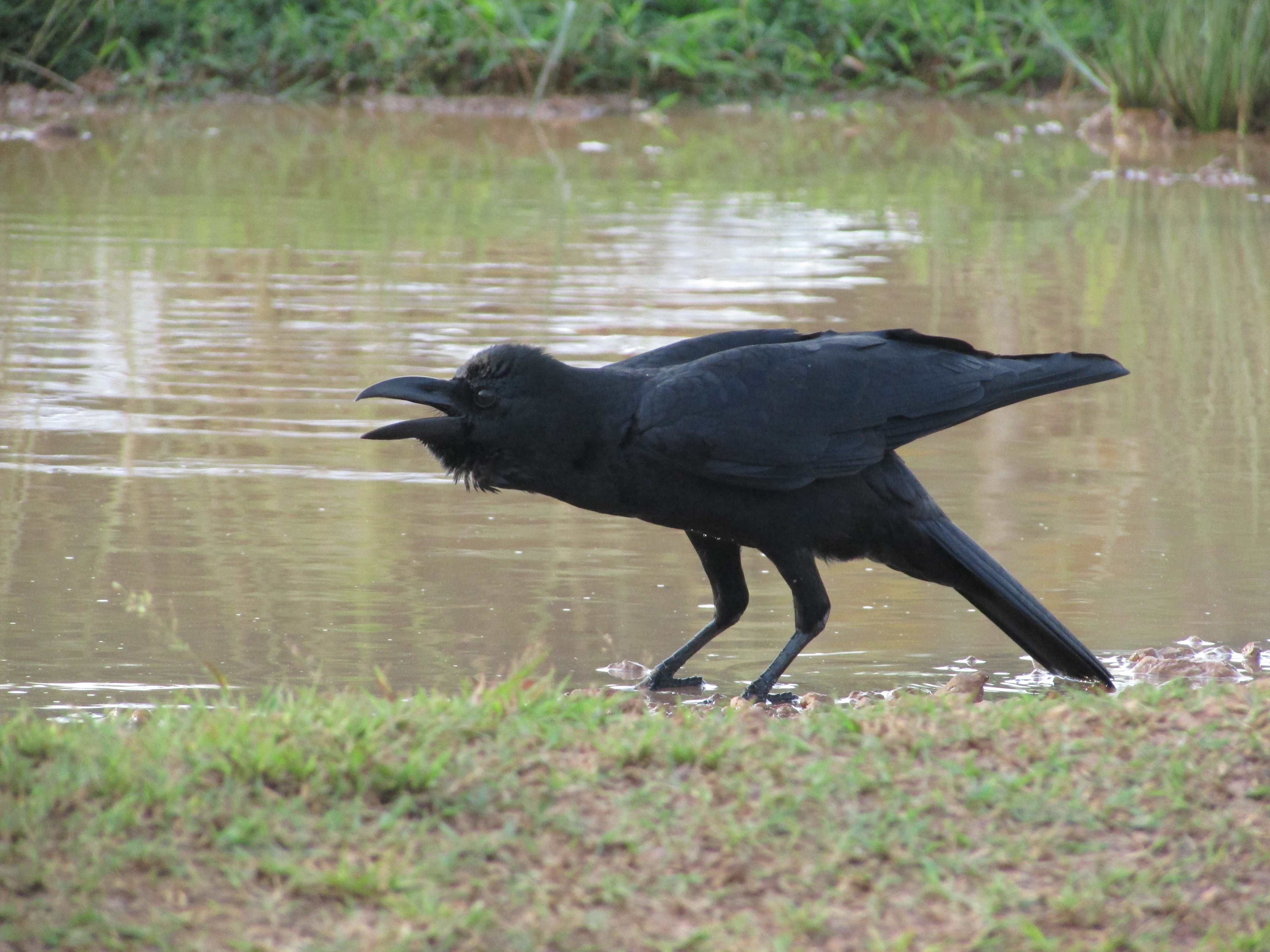
Esemplare vocalizza nel Kerala.

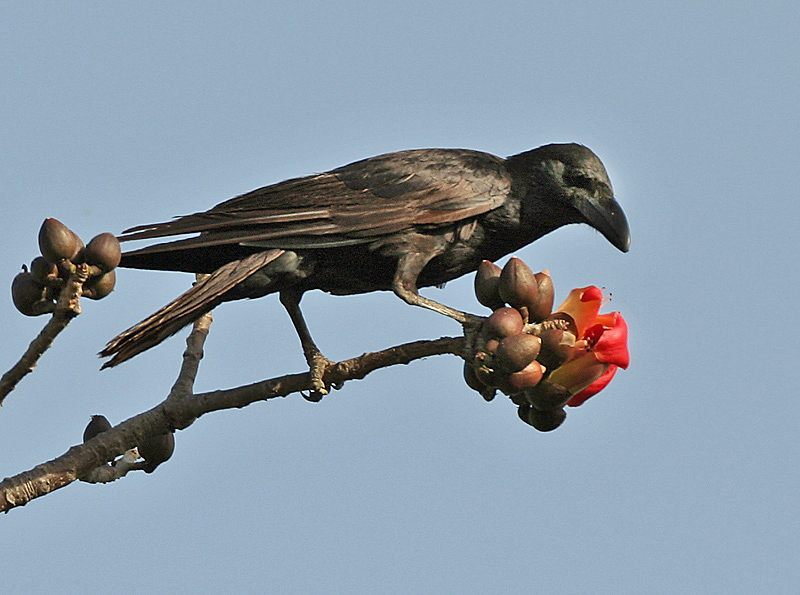
Esemplare si ciba di albero del cotone nel parco nazionale di Keoladeo.

Si tratta di uccelli dalle abitudini di vita essenzialmente diurne, che vivono in stormi i quali in condizioni di sufficiente disponibilità di cibo raggiungono anche consistenze importanti. Durante il giorno, gli stormi tendono a dividersi in unità di minore dimensione, rappresentate principalmente da coppie o gruppetti familiari, le quali si dedicano principalmente alla ricerca del cibo: nel tardo pomeriggio, invece, i vari gruppi confluiscono verso i posatoi fra gli alberi, dove i vari individui passano molto tempo a socializzare fra loro, prima di rifugiarsi nel folto della vegetazione arborea (non sempre situati sullo stesso albero dove si riuniscono gli stormi) per passare la notte al riparo dalle intemperie e da eventuali predatori.
Il richiamo della cornacchia della giungla indiana consiste in un gracchio acuto, meno nasale e piuttosto differente da quello degli affini corvo beccogrosso e cornacchia della giungla orientale, coi quali pure questi uccelli venivano in passato considerati conspecifici.

### Alimentazione

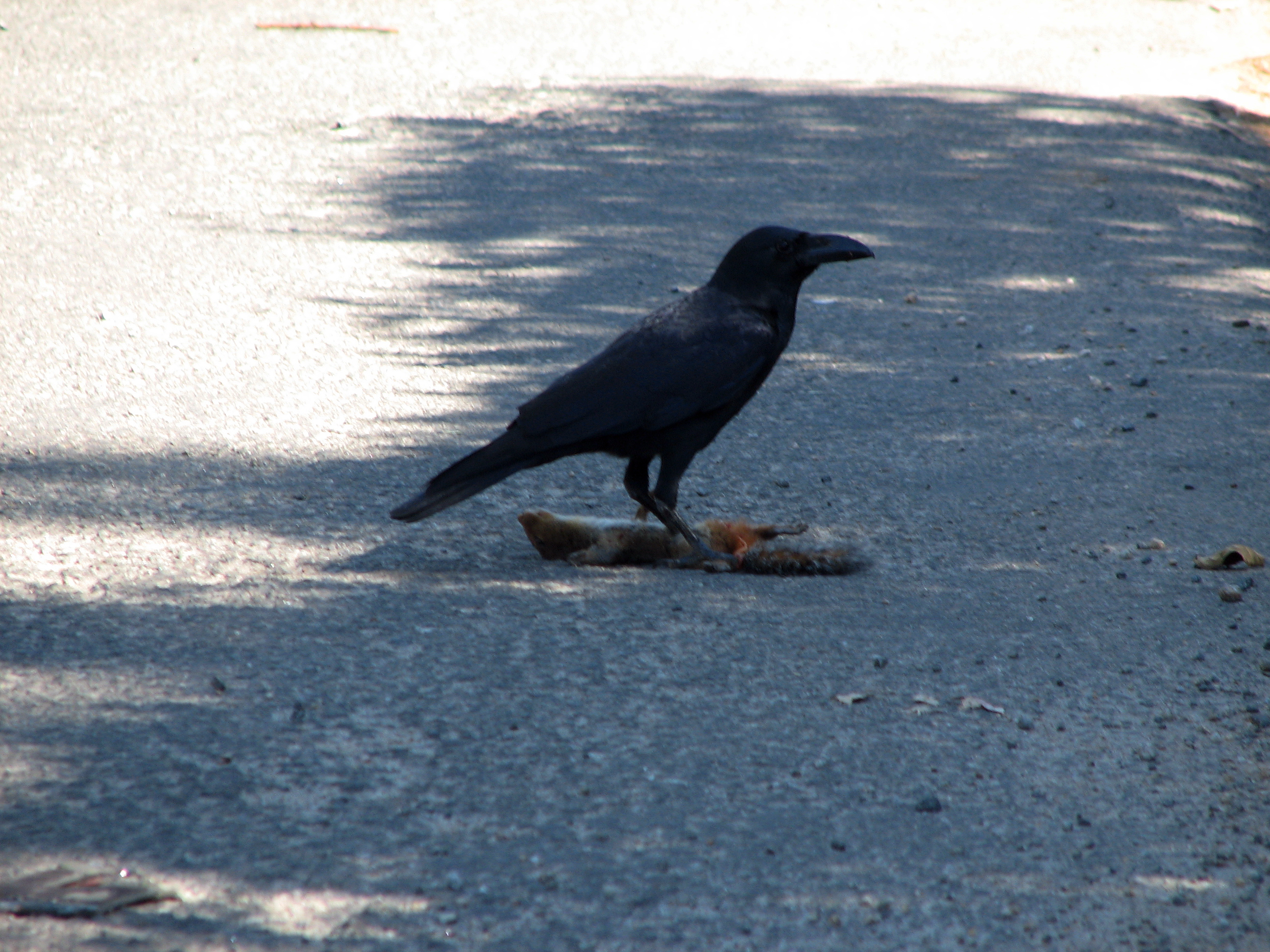
Esemplare al suolo si ciba della carcassa di un funambolo dei Ghati Occidentali.

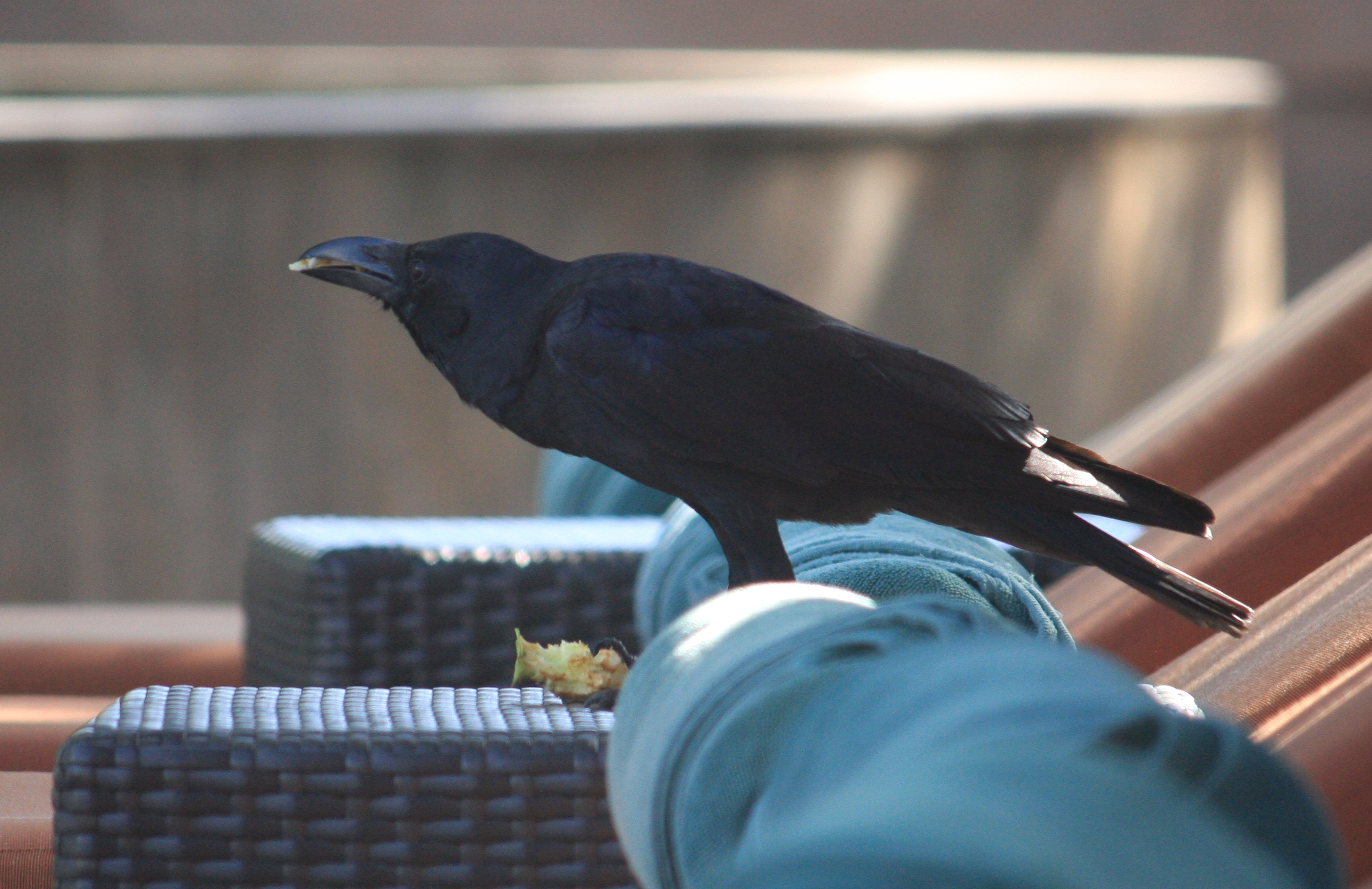
Esemplare a Mumbai.

La cornacchia della giungla indiana è un uccello onnivoro, molto opportunista e versatile: questi animali si nutrono praticamente di qualsiasi cosa siano in grado di reperire durante la ricerca del cibo.
La dieta di questi corvi si compone perlopiù di cibi di origine animale, come uova e nidiacei reperiti saccheggiando i nidi di altre specie di uccelli, insetti ed altri invertebrati (nonché le loro larve), piccoli mammiferi, rettili e anfibi, nonché carcasse: essi, tuttavia, sebbene più sporadicamente non disdegnano di nutrirsi anche di alimenti di origine vegetale, come semi, granaglie, bacche e frutta matura.

La cornacchia della giungla indiana, inoltre, si è adattata piuttosto bene all'antropizzazione crescente del proprio areale, beneficiando delle grandi quantità di cibo, sotto forma di rifiuti e scarti, reperibili in contesti suburbani e urbani.
Similmente ad altre specie di corvidi, anche il corvo della giungla indiano è solito conservare il cibo in surplus in nascondigli ricavati nel suolo o fra le rocce.

### Riproduzione
Le modalità riproduttive della cornacchia della giungla indiana rimangono ancora in gran parte ignote, principalmente a causa del fatto che questi uccelli sono stati a lungo considerati una forma locale di una popolazione più grande, e pertanto non studiati in maniera approfondita: ciononostante, si ha motivo di ritenere che esse non differiscano in maniera significativa da quanto osservabile nelle altre specie di corvo.

## Distribuzione e habitat

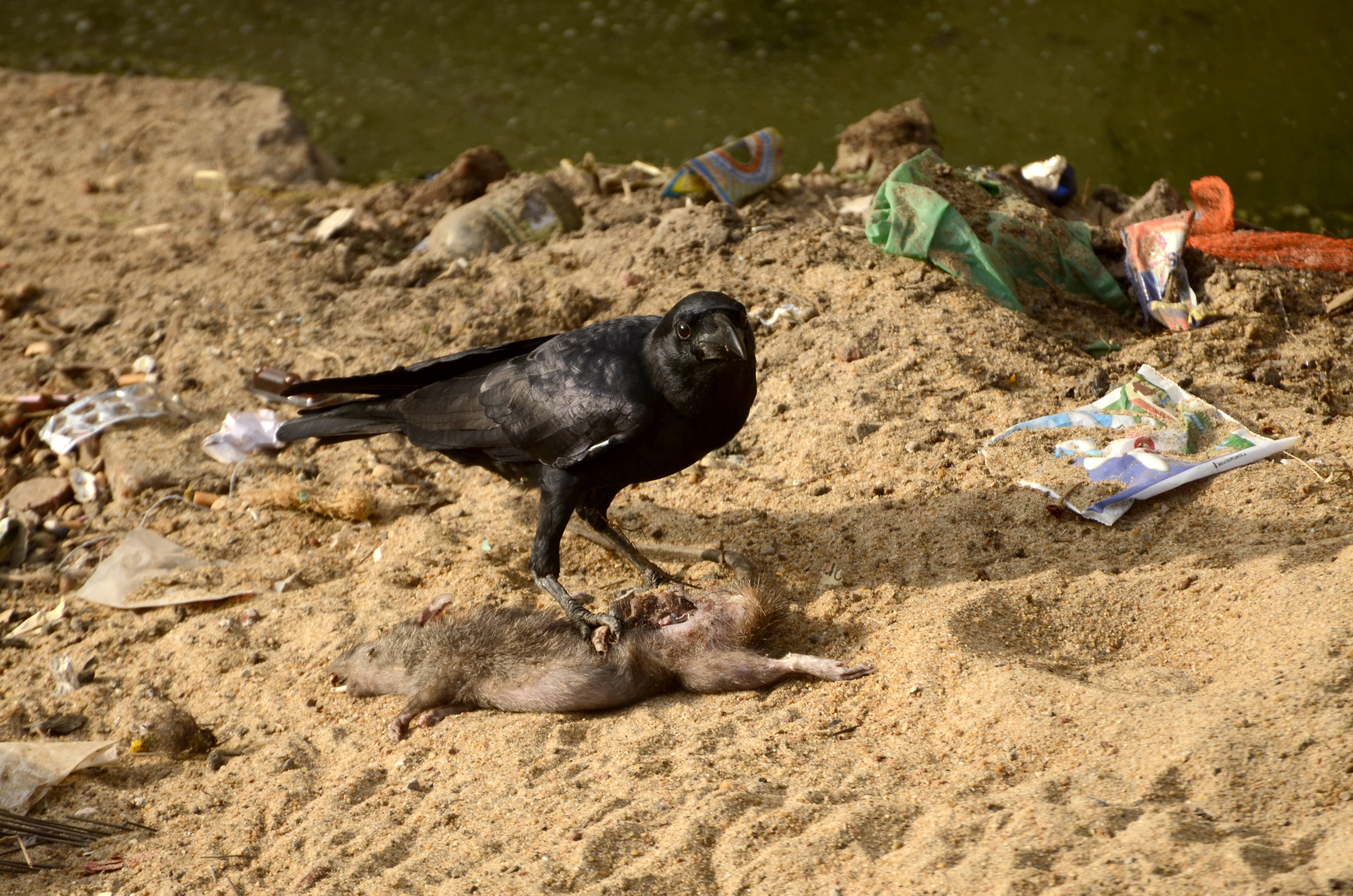
Esemplare in una discarica a Thanjavur.

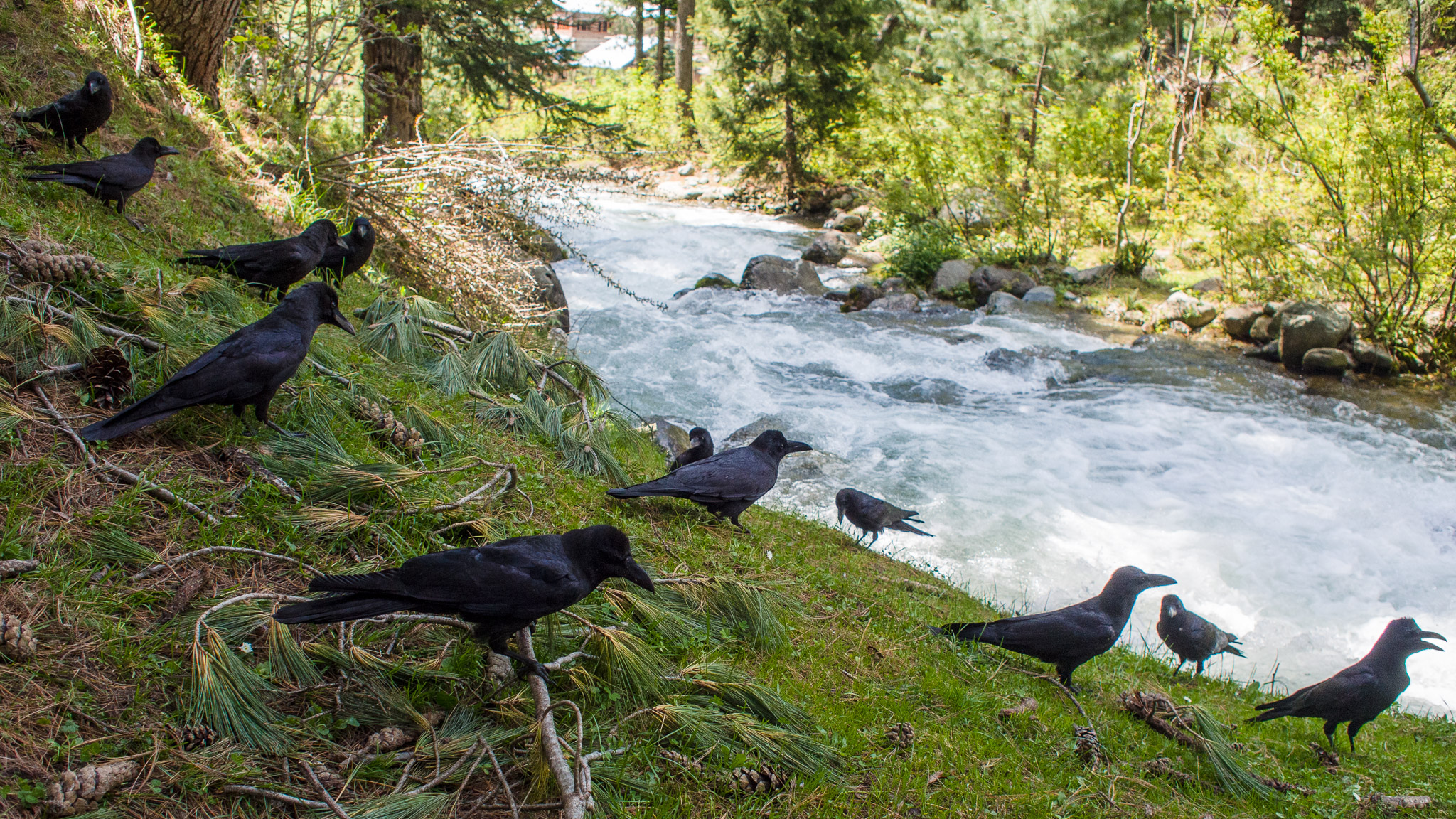
Stormo al suolo a Bangalore.

Come intuibile dal nome comune della specie, la cornacchia della giungla indiana è diffusa nel subcontinente indiano, popolando grossomodo l'area che va dai Sundarbans al Rajasthan orientale e al Saurashtra, a sud fino a Capo Comorin: la specie è inoltre presente in Nepal sud-occidentale, oltre che nello Sri Lanka.
L'habitat di questi uccelli è rappresentato dalle aree di foresta monsonica e di giungla (come del resto intuibile dal nome comune), con presenza di radure ed aree aperte più o meno estese: le cornacchie della giungla indiane si dimostrano piuttosto tolleranti rispetto alla presenza dell'uomo, insediandosi anche in coltivazioni e frutteti e spingendosi nelle aree suburbane e urbane.

## Tassonomia
Alcuni autori riterrebbero corretto elevare al rango di sottospecie la popolazione di Ceylon, col nome di C. culminatus anthracinus.
La tassonomia della specie è piuttosto confusa e lungi dall'essere chiarita: a lungo considerata una sottospecie del corvo beccogrosso col nome di C. macrorhynchos culminatus, secondo alcuni autori andrebbe ancora classificare come tale, mentre secondo altri la cornacchia della giungla indiana andrebbe (assieme alla sottospecie colonorum del summenzionato corvo beccogrosso) essere accorpata all'affine cornacchia della giungla orientale.